# Axel William Patricksson
Axel William Patricksson (5 settembre 1992) è un ex sciatore alpino norvegese.

## Biografia
Attivo in gare FIS dal novembre del 2007, in Coppa Europa Patricksson ha esordito a Trysil in slalom gigante il 30 novembre 2013, senza concludere la gara, e ha ottenuto il primo podio il 12 gennaio 2016 a Folgaria/Lavarone nella medesima specialità (3º). Sempre in slalom gigante ha debuttato in Coppa del Mondo, il 26 febbraio 2016 a Hinterstoder classificandosi 20º (tale piazzamento sarebbe rimasto il migliore di Patricksson nel massimo circuito internazionale), e ha colto l'unica vittoria in Coppa Europa, nonché ultimo podio, il 16 marzo 2016 a La Molina. 
Ha preso per l'ultima volta il via in Coppa del Mondo in occasione dello slalom gigante di Adelboden del 6 gennaio 2018, che non ha completato, e si è ritirato al termine della stagione 2018-2019; la sua ultima gara è stata la combinata dei Campionati norvegesi 2019, disputata il 28 marzo a Hemsedal e chiusa da Patricksson all'11º posto. Non ha preso parte a rassegne olimpiche o iridate.

## Palmarès

### Coppa del Mondo
- Miglior piazzamento in classifica generale: 136º nel 2016

### Coppa Europa
- Miglior piazzamento in classifica generale: 13º nel 2016
- 4 podi:
  - 1 vittoria
  - 1 secondo posto
  - 2 terzi posti

#### Coppa Europa - vittorie
| Data          | Località  | Paese  | Specialità |
| ------------- | --------- | ------ | ---------- |
| 16 marzo 2016 | La Molina | Spagna | GS         |

Legenda:

GS = slalom gigante

### Campionati norvegesi
- 2 medaglie:
  - 2 bronzi (slalom gigante, combinata nel 2016)